# Camptochaeta minuta
Camptochaeta minuta är en tvåvingeart som beskrevs av Heikki Hippa och Pekka Vilkamaa 1994. Camptochaeta minuta ingår i släktet Camptochaeta och familjen sorgmyggor. Inga underarter finns listade i Catalogue of Life.